# Gabe Newell
Gabe Logan Newell (Seattle, 3 november 1962), vaak Gaben genoemd, is een Amerikaanse spelontwikkelaar en medeoprichter van het softwarebedrijf Valve Corporation, waarvan hij momenteel CEO is.
Na zijn studie aan de Harvard-universiteit te hebben afgebroken, werkte Newell dertien jaar bij Microsoft aan de eerste drie versies van Windows. Hij nam in 1996 ontslag en richtte in dat jaar samen met Microsoft-collega Mike Harrington Valve op.
In december 2010 noemde Forbes Gabe Newell A Name You Should Know vanwege zijn grote invloed in de markt van online softwaredistributie met Steam. Het zakenblad schatte zijn vermogen in 2017 op 4,1 miljard dollar.

## Persoonlijk
Newell was getrouwd en heeft twee zonen. Hij leed aan de oogziekte Fuchs' endotheeldystrofie, waarvoor hij in 2006 en 2007 een hoornvliestransplantatie onderging.
Newell vertelde in 2011 tegen het internettijdschrift 'Computer and Videogames' dat zijn favoriete spellen onder andere Super Mario 64, Doom en een 'Burroughs mainframe' versie van Star Trek omvatten. Het was Doom dat hem had overtuigd dat de videospelmarkt 'de toekomst voor amusement' was, en Super Mario 64 dat hem had doen inzien dat het videospel een kunstvorm is. Newell heeft daarnaast ook voor het door Valve ontwikkelde Dota 2 een los verkocht 'geluidspakket' opgenomen, waarin hij op een komische wijze over zichzelf en zijn eigen leven spreekt.